# Mind da Gap
Cet article concerne groupe de hip-hop portugais. Pour l'expression anglaise, voir Mind the gap.
Mind da Gap est un groupe de hip-hop portugais, originaire de Vila Nova de Gaia, à Porto. Formé en 1993, ils étaient les représentants de la scène hip-hop au nord du pays. Les paroles de leurs chansons sont très engagés et parlent beaucoup de violences urbaines dans les quartiers pauvres de Porto.
Ils ont créé le mouvement Nortesul avec l'autre groupe phare du hip-hop portugais, Da Weasel les représentants du sud. Ils sont signés sur le label portugais NorteSul du groupe EMI Portugal.

## Biographie
Mind da Gap est formé en 1993 à Vila Nova de Gaia, à Porto. En 1995, ils lancent l'EP Flexogravity avec Blind Zero. En 1997, ils publient l'album Sem Cerimónias.
En 2000, ils publient l'album A verdade. Il est suivi par Suspeitos do costume publié en 2002, sur lequel ils collaborent avec Mónica Ferraz, et le groupe Mesa. En 2006, le groupe est nommé pour le « meilleur groupe portugais » aux MTV Europe Music Awards. En 2007, ils lancent la compilation Matéria Prima (1997-2007) qui contient des chansons de leurs quatre albums précédents et des inédites.
En 2010, Mind da Gap publie son nouvel album A essência,. En 2012, le groupe revient avec un nouvel album studio, Regresso ao futuro qui contient les chansons Sente, És onde quero estar, Nada complicado, Há dias, Já chegamos, Juntos somos um, Sete miras, Aqui nos mantemos et Este Beat. En 2014, ils dominent lors d'une soirée au Queimódromo. Le 7 décembre 2016, Da Mind da Gap annonce la fin officielle du groupe, après 23 ans d'existence.

## Discographie
- 1995 : Mind da Gap EP
- 1995 : Flexogravity (participation de Blind Zero)
- 1997 : Sem Cerimonias
- 2000 : A verdade
- 2002 : Suspeitos do costume
- 2006 : Edição Ilimitada
- 2008 : Matéria Primeira 1997-2007 (best-of)
- 2010 : A Essência
- 2012 : Regresso ao futuro